# Roosevelt Skerrit

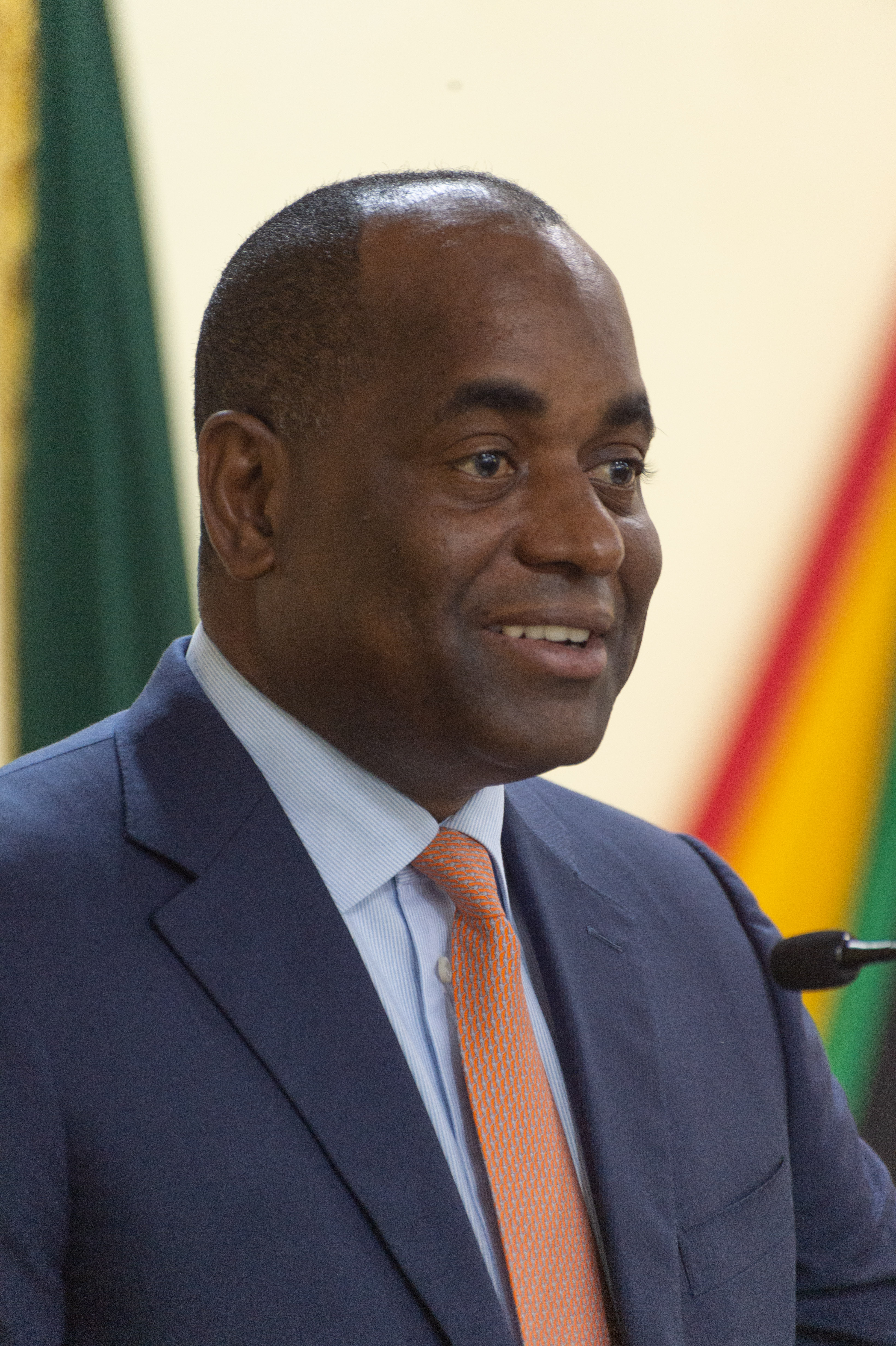
Roosevelt Skerrit

Roosevelt Skerrit (Vieille Case, 8 juni 1972) is de huidige premier van Dominica. 
Skerrit, een lid van de Dominica Labour Party, studeerde psychologie en Engels in de Verenigde Staten aan de Universiteit van Mississippi. In 2000 werd hij in het parlement gekozen en in het kabinet van Rosie Douglas en van Pierre Charles was hij minister van Jeugd, Onderwijs en Sport. Na het plotselinge overlijden van Pierre Charles in januari 2004, werd Skerrit genomineerd voor het premierschap. Op 8 januari 2004 werd hij als premier beëdigd. Als 31-jarige was hij destijds de jongste premier van de wereld.